# Dave’s Insanity Sauce

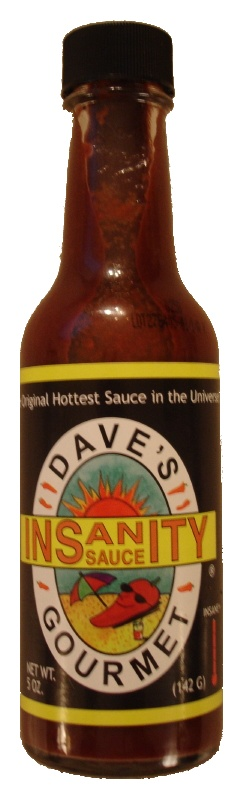
Dave’s Insanity Sauce

Dave’s Insanity Sauce ist eine sehr scharfe Chilisauce der von  Dave Hirschkop geleiteten, amerikanischen Firma Dave’s Gourmet. Sie war die erste kommerziell vertriebene Sauce, die Capsaicin-Extrakt (Oleoresin) zur Erhöhung der Schärfe verwendete. Der Hersteller dieser Würzsauce selbst macht keine Angaben zur Schärfe; sie wird auf etwa 180.000 Scoville geschätzt.

## Geschichte
In den USA kamen Anfang der 1990er Jahre scharfe Speisen in Mode. International bekannt wurde Dave’s Insanity Sauce Mitte der 1990er-Jahre durch folgende Anekdote: Der Stand der Firma wurde von der National Fiery Food Show, einer Messe für scharfe Speisen, verbannt, nachdem sich Besucher, die diese Sauce gekostet hatten, bei der Messeleitung beschwerten. Die Werbewirkung erzeugte einen lange Zeit ungebrochenen Boom. In der Folge erweiterte Dave’s Gourmet die Produktpalette um weitere Saucen und Streuwürzen wie beispielsweise Dave’s Total Insanity und Dave’s Ultimative Spice.